# Carmichaelia flagelliformis
Carmichaelia flagelliformis är en ärtväxtart som beskrevs av William Jackson Hooker. Carmichaelia flagelliformis ingår i släktet Carmichaelia och familjen ärtväxter.

## Underarter
Arten delas in i följande underarter:
- C. f. acuminata
- C. f. corymbosa
- C. f. flagelliformis